# Dois Tempos
Dois Tempos é o primeiro álbum de vídeo do cantor João Alexandre, lançado no final de 2010 pela gravadora VPC Produções.
Gravado ao vivo na Universidade Metodista de São Paulo, a obra reúne as canções mais notáveis da carreira de João. O evento foi realizado em duas noites, e pelo perfeccionismo do músico várias faixas foram gravadas várias vezes durante o show, que foi assistido pelo público e vários músicos cristãos, como integrantes do Vencedores por Cristo.

## Gravação
O álbum foi gravado ao vivo em fevereiro de 2009 na Universidade Metodista de São Paulo, no Anfiteatro Sigma, campus Rudge Ramos da Metodista, em duas noites. A primeira foi reservada a amigos, parentes e pessoas próximas do cantor, e a segunda ao público em geral. O ingresso era uma lata de leite em pó. As unidades foram doadas ao Projeto Agente Social da Associação dos Funcionários Técnico-Administrativos do IMS (AFTAIMS).

## Lançamento e recepção
| Críticas profissionais | Críticas profissionais |
| Avaliações da crítica  | Avaliações da crítica  |
| Fonte                  | Avaliação              |
| ---------------------- | ---------------------- |
| Super Gospel           | [ 3 ]                  |

Dois Tempos foi lançado em DVD no ano de 2010 pela VPC Produções e sua versão em CD, chamada apenas Ao Vivo, em 2013. O álbum recebeu uma avaliação favorável de Roberto Azevedo, em texto para o Super Gospel. Ele afirmou que "O repertório é representado pelas suas músicas mais conhecidas. Como este é seu primeiro DVD, ele fez uma seleção mais 'cronológica', que apresente um pouco de sua carreira. O DVD também mostra o trabalho de estúdio, como funciona a gravação, o que é bem interessante".
Em 2019, Dois Tempos foi eleito pelo Super Gospel o 7º melhor DVD da década de 2010, com o argumento de que o projeto é simples do ponto de vista visual e de estrutura, mas que "performances impecáveis de João fazem que, musicalmente e tecnicamente, seja um dos melhores e mais imperdíveis registros dos últimos anos".

## Faixas CD
1. "Coração"
2. "Fim de todos nós"
3. "Tu És Fiel"
4. "Você pode ter"
5. "Essência de Deus"
6. "Deixa que eu deixo"
7. "Brasil" (Medley)
8. "Viver e cantar"
9. "Coração de Pedra"
10. "Tudo é Vaidade"
11. "Louco"
12. "É Proibido Pensar"
13. "Quem sou Eu"
14. "João Brasileiro"

## Faixas DVD
1. "Coração"
2. "Fim de todos Nós"
3. "Tu És Fiel"
4. "O Vento"
5. "Você pode Ter"
6. "Essência de Deus"
7. "Deixa que eu deixo"
8. "República do Amor"
9. "Brasil" (Medley)
10. "Em nome da Justiça"
11. "Viver e Cantar"
12. "Coração de Pedra"
13. "Tudo é Vaidade"
14. "Todos são Iguais"
15. "Louco"
16. "É Proibido Pensar"
17. "Por sermos Irmãos"
18. "Quem sou Eu"
19. "Mensageiro"
20. "João Brasileiro"